# ジョージタウン (ワシントンD.C.)

ワシントンD.C.の地図。ジョージタウンは左の川べり、栗色の範囲。

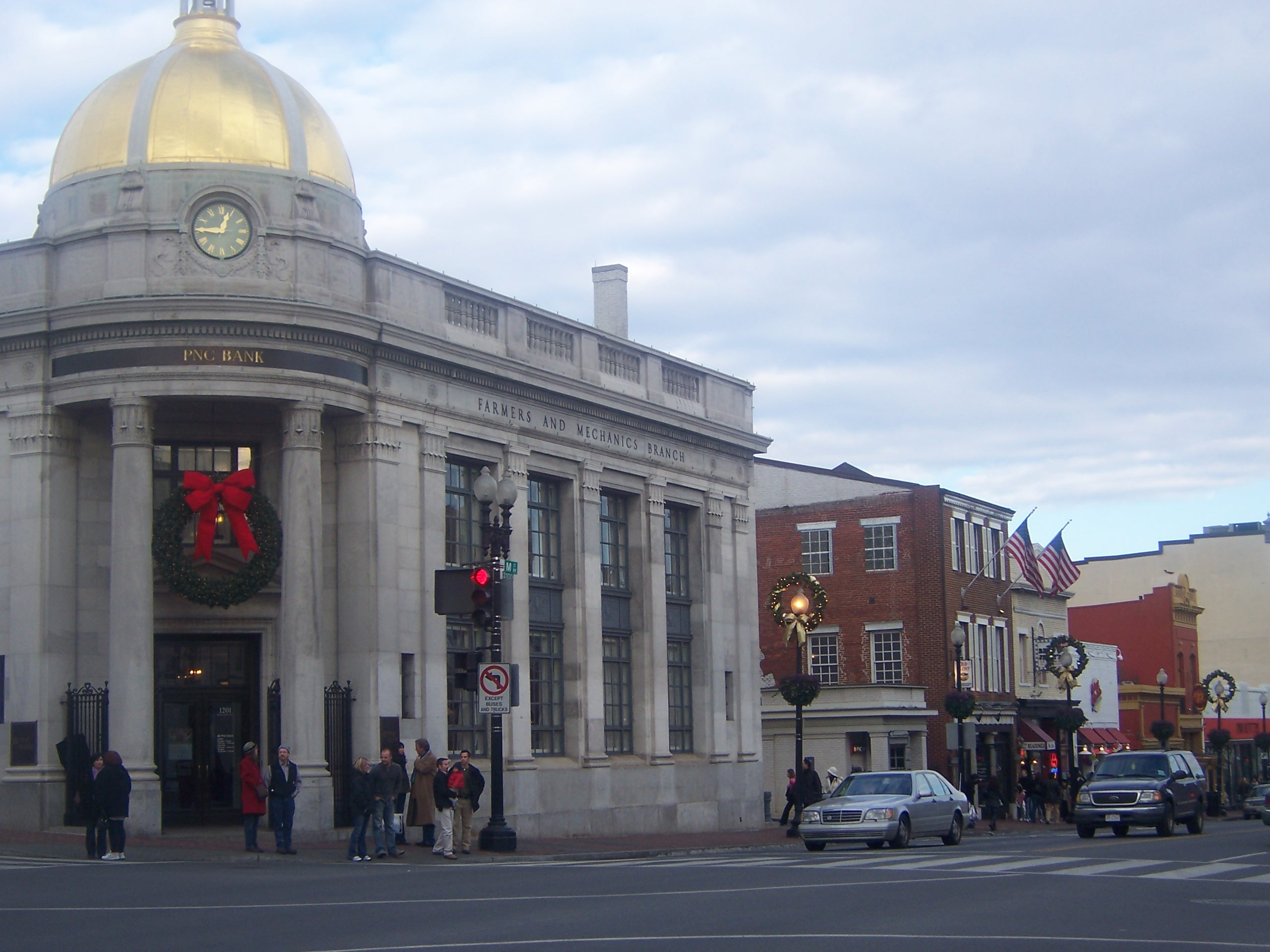
金色のドームをいただく由緒ある建物は、ウィスコンシン・アヴェニューとMストリートの交差点を見下ろす。旧リッグス銀行支店時代から馴染み深い姿で、合併後はPNC銀行の支店が入居する。

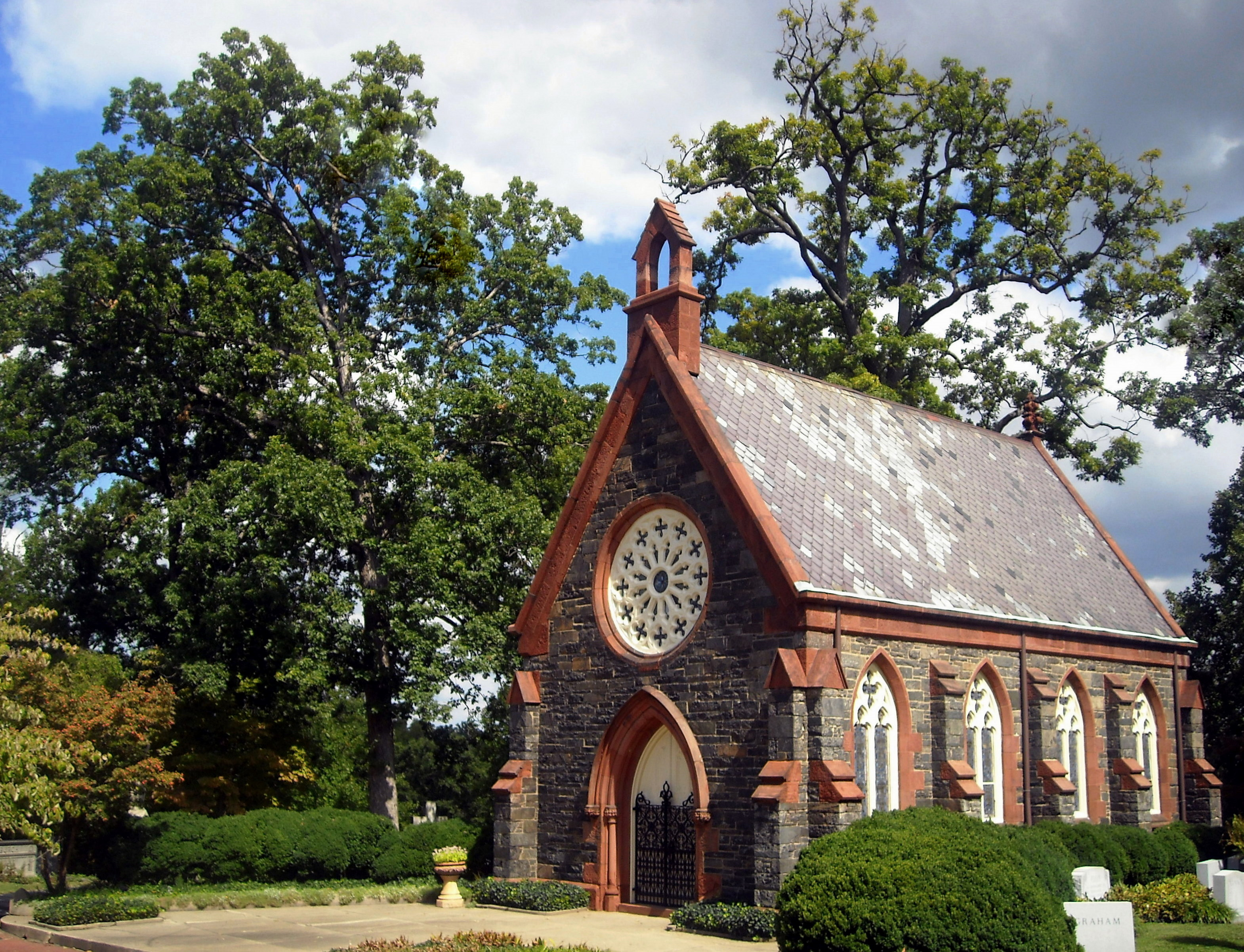
オークヒル霊園の礼拝堂は1850年建立、国の歴史登録財。（ジェームズ・レンウィック設計）

ジョージタウン（英: Georgetown）は、アメリカ合衆国の首都コロンビア特別区（ワシントンD.C.）の北西部の名称。ポトマック川河岸にあり、特別区制定前は独立した都市であった。

## 地理

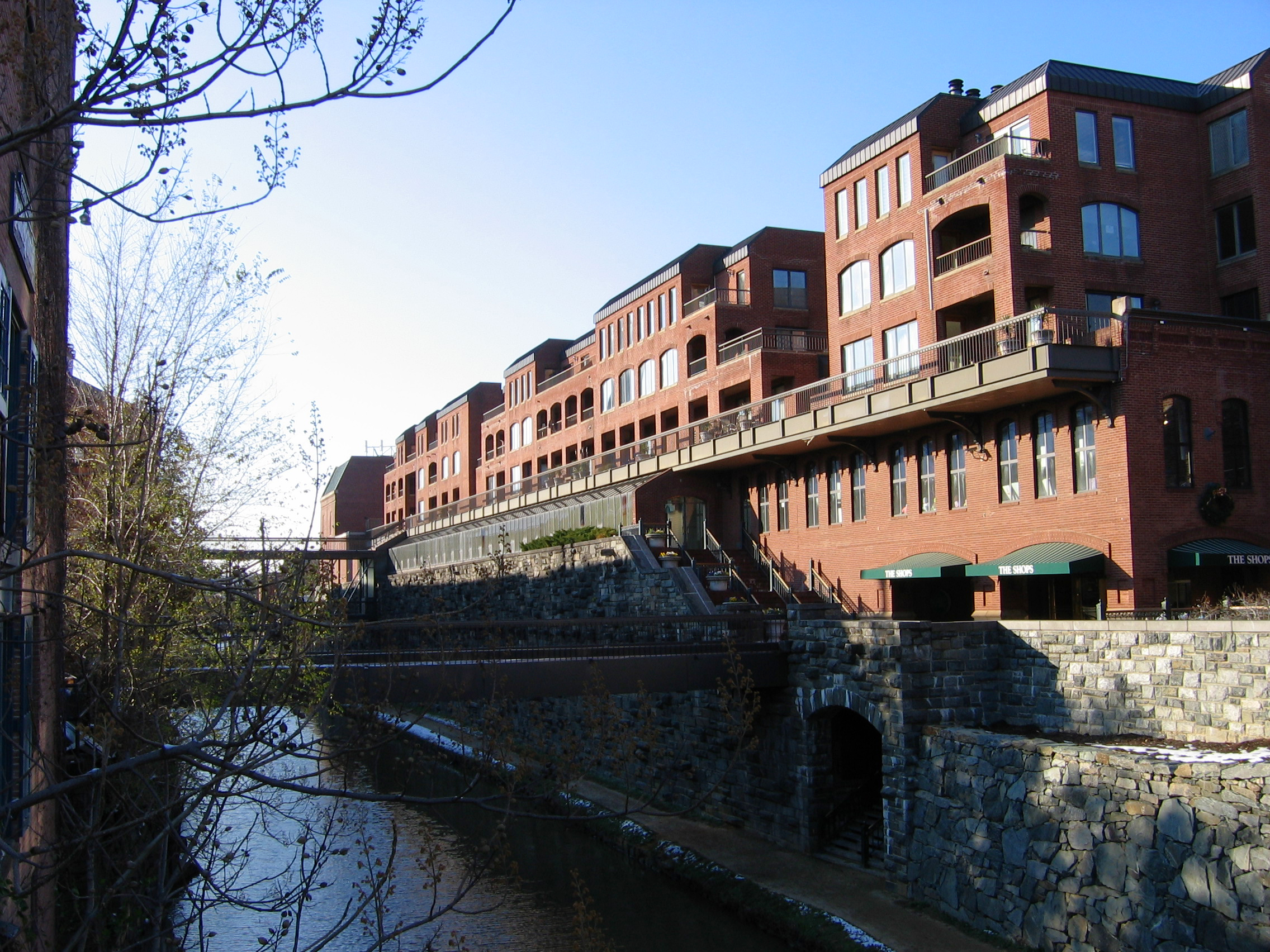
チェサピーク・オハイオ運河の通称は「CアンドOカナル」。

この都市は、南はポトマック川と、東はロック・クリークと、北はグラバー・パーク、西はジョージタウン大学と境を接しており、特に西隣の区域はポトマック川を見渡す断崖の上に位置している。そのため南北を貫く通りには急道がやや多い。中でもMストリートとプロスペクト・ストリートが通る小高い丘には「エクソシスト・ステップス」と呼ばれる有名な階段があり、勾配がとてもきつい。
この街の小売業界で最も重要な通りはMストリートとウィスコンシン・アヴェニューであり、ここに並ぶ高級ファッション店は年間を通じて大勢の観光客と買い物客を集めている。また河岸に面したKストリートの発展もめざましく、アウトドア形式を呼び物にしたバーやレストランは、ボートレース観戦に人気のスポットである。MストリートとKストリートの間には歴史あるチェサピーク・オハイオ運河が流れ、今日では遊覧船が定期運航しているほか、両岸の沿道をジョギングしたり散歩する人も多い。
市内にはジョージタウン大学の主要キャンパスがあり、フランス、モンゴル、タイ、ウクライナが大使館を置く。この他の主な観光名所を以下に挙げる。
- ダンバートン・オークス庭園 ― 国際連合設立会議（1944年）の会場。ここに庭園と屋敷を構えたアルゼンチン大使夫妻の名前を冠している。
- オールド・ストーン・ハウス[注釈 1] ― ワシントンD.C.で最古の建造物。1765年に建てられ、Mストリートに位置する。
- マウント・ザイオン霊園[2] ― 初期ワシントンD.C.のアフリカ系市民が求めた無料の埋葬地。
- テューダー・プレイスとダンバートン裁判所
- オークヒル墓地 ― 第16代大統領エイブラハム・リンカーンの息子ウィリーほか、著名人が眠る。ウィリアム・ウィルソン・コーコランによって寄贈され、墓地内のゴシック調のチャペルと門は建築家ジェームズ・レンウィック設計。

## 沿革

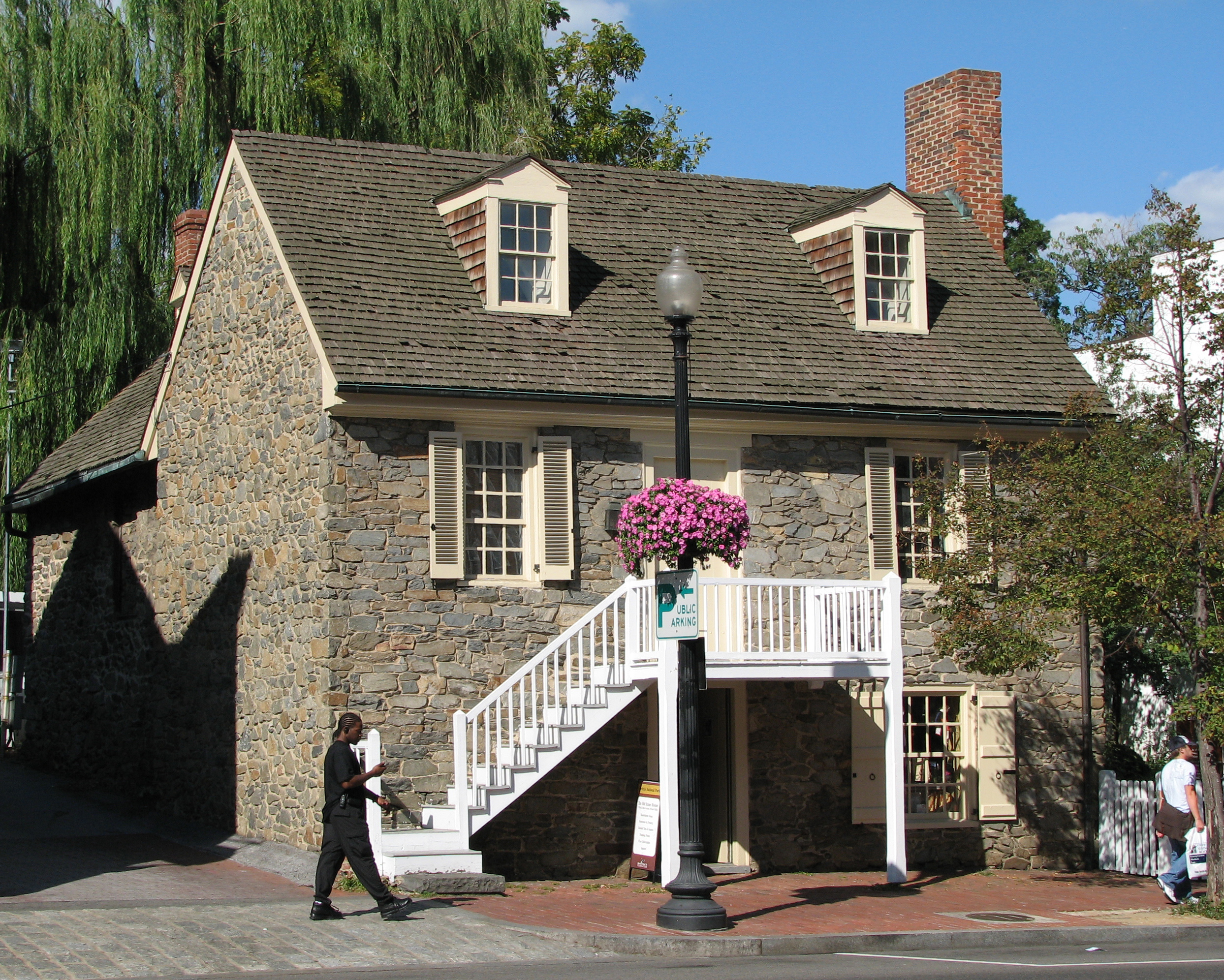
オールド・ストーン・ハウスは市内に現存する最古の建造物。人気の観光名所の一つでもある。

ジョージタウンは1696年にヨーロッパ人によって建設された。メリーランド地方（初期のフレデリック、後のモントゴメリー郡）のイギリス植民地の一部とされた1751年に初めて正式に都市として認められ、その後13植民地の一部になった。海岸平野と古い山地との境にできる瀑布線に位置しており、外洋航路の船舶にとってはポトマック川を遡上できる最上流地点にあたる。そうした立地条件から港湾都市として繁栄し、ポトマック川からチェサピーク・オハイオ運河へ、タバコなどの船舶貨物を転送する重要な中継地点となったのである。
ジョージタウンはアメリカ合衆国の国歌の作詞者フランシス・スコット・キーの故郷でもある。米英戦争下のワシントンD.C.はイギリス軍の襲撃を受け、キーの親戚ウィリアム・ビーンズ博士は敵軍の後方部隊に拘束された。退却する敵軍は博士を捕虜として連行し、ボルチモア近くのイギリス艦隊係留地に留め置いた。博士の釈放を求めて赴いたキーも抑留され、イギリス軍艦のマクヘンリー砦攻撃を目撃すると、砦にひるがえるアメリカ国旗をから歌詞を思いついたという故事が伝わっている。

### 名称の起源
メリーランド州フレデリック郡「タウン・オブ・ジョージ」として1751年に成立したときの命名者は、ジョージ・ベオルとジョージ・ゴードンである。両者とも名前がジョージだったこと、当時のイギリス王もジョージという偶然の一致から、一方でジョージ2世を称える目的で名づけたとする説があり、他方、二人の設立者の名を取っただけだとする説もある。後にモントゴメリー郡へ分割された。

### ワシントンD.C.との合併

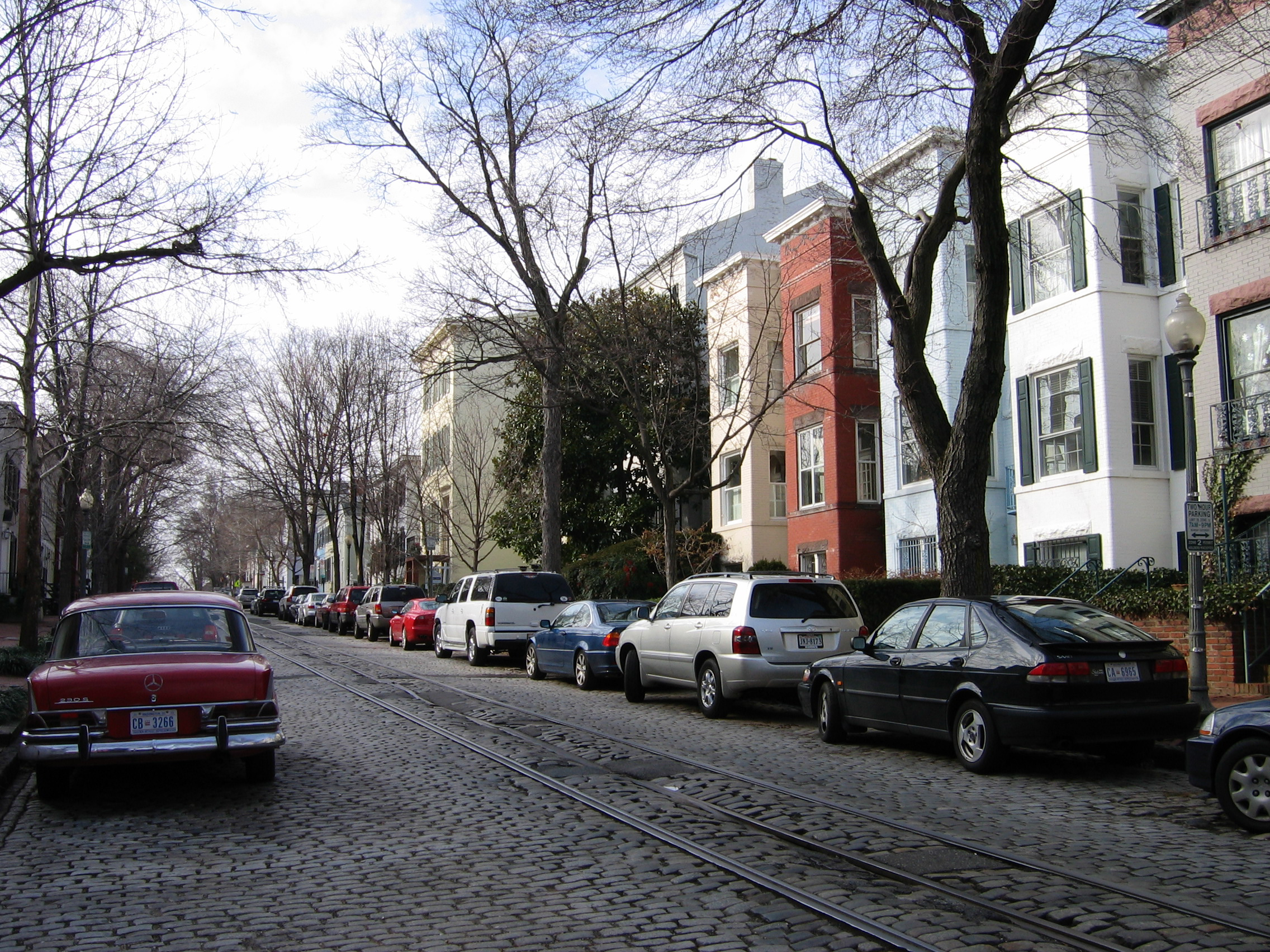
Oストリートの路面に残る軌道。1890年代にコンデュイット式のトラム・カーが走っていた。

アメリカ独立戦争後、ジョージタウンは合併によって連邦コロンビア特別区の独立行政権のある「コロンビア特別区ジョージタウン市」となる。特別区への合併対象はワシントン市、アレクサンドリア市、新設されたワシントン郡とアレクサンドリア郡（現・バージニア州アーリントン郡）があった。
1862年、ワシントン・ジョージタウン鉄道会社が馬車鉄道線をジョージタウンのMストリートからワシントン市内のペンシルベニア・アヴェニューに敷設した。これが2つの都市を統合へと導く大きな要因になった。
1871年以前は、制度上はワシントン市と併合されておらず、また名目上は1895年まで別個の都市であり続けた。併合の際、旧ジョージタウン市内では道路名を変更し、ワシントン市内の呼称を継承した。

### 後年
南北戦争で多くのアフリカ系住民がこの都市に移入してコミュニティを造ったが、隆盛したチェサピーク・オハイオ運河も1890年の洪水と鉄道の拡大によって終止符を打たれ、景気が悪化した市内には低所得者のスラムが増えた。ところがそれが幸いし、古い家並みが比較的よい状態で現存する結果に結びついている。
河岸地域は20世紀前半まで、港湾荷役で栄えた時代の特徴を保地、製材業やセメント製造業、製肉業の拠点となり工場が置かれ、ごみ焼却炉の煙突がそびえ立った。1949年には、自動車が都心部へ向かう自動車交通の迂回路として、Kストリートの上に高速道ホワイトハースト・フリーウェイを高架で通す。ジョージタウン都心を避け、キー・ブリッジ経由でワシントン市内へ進入できるようになった。

### 高級住宅化

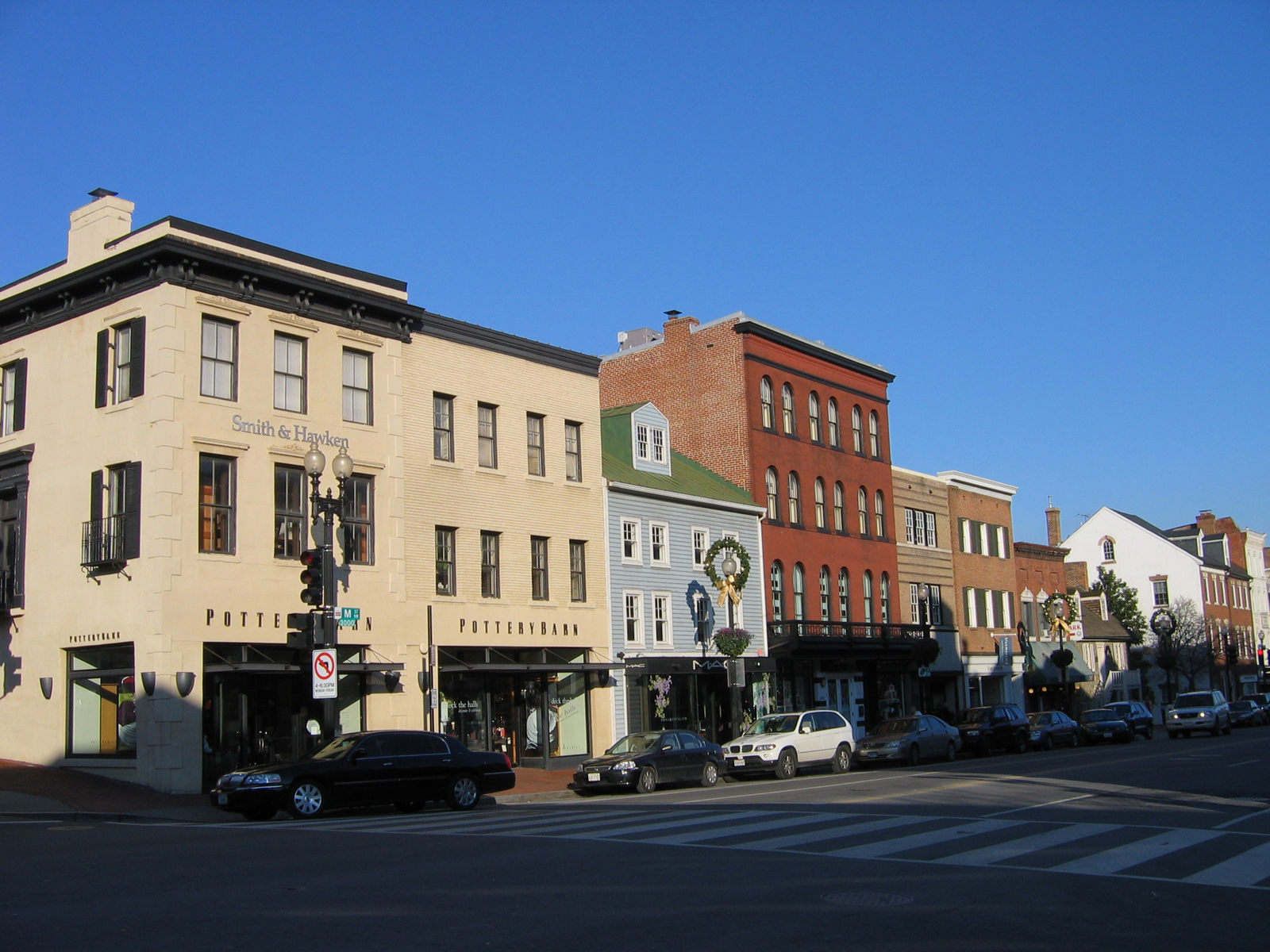
28番ストリート沿いに連なる店舗。連日、買物客で賑わう。

当初は、新しく形成されたコロンビア特別区内の唯一の都市として、ファッションや文化の中心的役割を担った。しかしワシントン市の発展につれ、社会の中心はロック・クリークを越えて東へ移っていく。市内の環状交差路周辺に新ヴィクトリア朝様式の住居が現れ、好況の時代を代表するような高級住宅群がマサチューセッツ・アヴェニュー沿いに増え始めても、多くの「古き名門」は古き良きジョージタウンにしがみついた。20世紀初頭を迎えた都心部は、周辺地区の住民から見ると、すでに盛りを過ぎていたのである。
周辺地域の高級住宅化が進み始めた1930年代、第32代大統領フランクリン・ルーズベルト政権下の政府要人が数名、移り住む。近隣住民こそ、過去の栄光を取り戻し始め、やがて第二次世界大戦が終わると、1950年代に新市民流入の波が訪れ、ほぼ同時期にジョージタウン市民組合が結成された。こうした新市民にはエリートの肩書きを持つ教養人が多く、近所の古くからの住民に歴史的に重要な生活や姿に強い関心を示したのである。ジョン・F・ケネディ大統領（第35代）もやはり元住民であり、大統領選出の際には地域一帯の上流社会層は有頂天になる。1950年代の国会議員（上院議員）時代のケネディはジョージタウンで暮らし、妻のジャクリーン・ケネディ・オナシスが社交パーティーを主催していた。市内に住み主催者として名前を知られた人々は、中心部のクラブやホテルを利用してパーティーを開き、あるいはまた北の16番ストリートから離れた場所に政界のエリートをおしのびで招くなどしていた。ケネディといえば、1961年1月に行った大統領就任式の会場に私邸を使っている（Nストリート3307 番のタウンハウス）。以来、ジョージタウンは合衆国の首都圏という中心地で、富と品格のリーダーという地位を確立したのである。

### 現在
土地開発と高級住宅化は極限まで進み、かつてジョージタウン繁栄を牽引しながらすっかり寂れた産業河岸の大規模再開発へと集約していく。昔の名残を留めるもののひとつとして、廃棄物焼却炉の煙突とホワイトハースト・フリーウェイの命運ははっきりと分かれた。前者は史跡に指定され、2003年に新設されたリッツ・カールトンホテルの敷地内に保存されている。後者は取り壊しが提案されている。

## アフリカ系住民の歴史

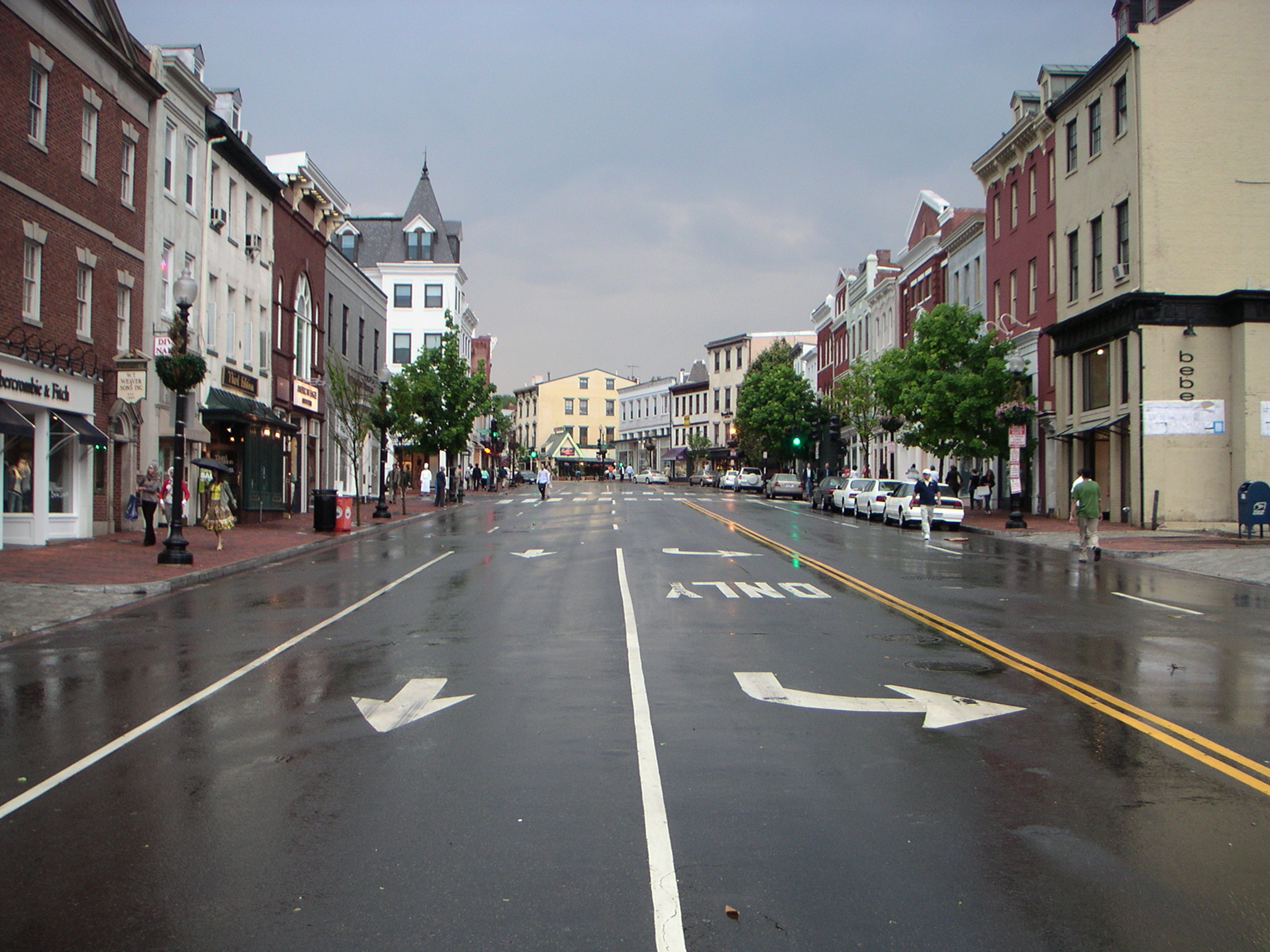
ウィスコンシン・アベニューの商店街

アフリカ系住民の人口が多かった1850年代には、自由市民と奴隷が混在し、特に建築業界では労働力として奴隷を多用した上、ほど近いメリーランド州とバージニア州の特産品であるタバコ栽培も労働集約型であった。1760年、ジョージタウンのOストリートに奴隷取引場を開いた John Beattie は、ウィスコンシン・アベニュー沿いに支場をいくつか設ける。「囲い」pen と呼ばれたそれらの施設は同市内に他にMストリートとウィスコンシン・アベニュー交差点近くに〔マキャンドレスのタバーン〕という屋号の施設があった。特別区内の取引は1850年に禁じられるまで続き（1850年協定の一環）、議会が特別区における奴隷所有権を完全に廃止した1862年4月16日にちなみ、4月16日は記念日になった（Emancipation Day）。
前出の通り、南北戦争終結とともにジョージタウンに流入するアフリカ系住民が急増した。18世紀末から19世紀初頭には、人口比でかなりの重みを得ており、1800年の国勢調査によるとジョージタウンの総人口5120人に占めるアフリカ系奴隷1449人、アフリカ系自由市民227人である。アフリカ系住民の歴史が現代に遺したものとして、ワシントン特別区全域で最初にできたアフリカ系住民のキリスト教会があり、マウントザイオンメソジスト教会（ Mount Zion United Methodist Church）という。アフリカ系自由市民の信徒は教会堂の開設までダンバートン・メソジスト教会 Dumbarton Methodist Church に集まり、室内の席に着くことを認められず、蒸し暑いベランダに寿司詰めになって礼拝した。教会堂は当初、27番街のレンガ造りの狭い礼拝所だったものの1880年代に火事で焼失、その後、現在の場所に再建された。霊園も用意され（Mount Zion Cemetery）、古くからワシントン地域に暮らすアフリカ系住民に墓所を無料で提供した。「南北戦争前のジョージタウンの人口は白人6798名、黒人自由市民1358名、奴隷577名、総人口は1万7300名に増えてもその半数は貧困にあえぐ黒人が占めた」という。

## 交通

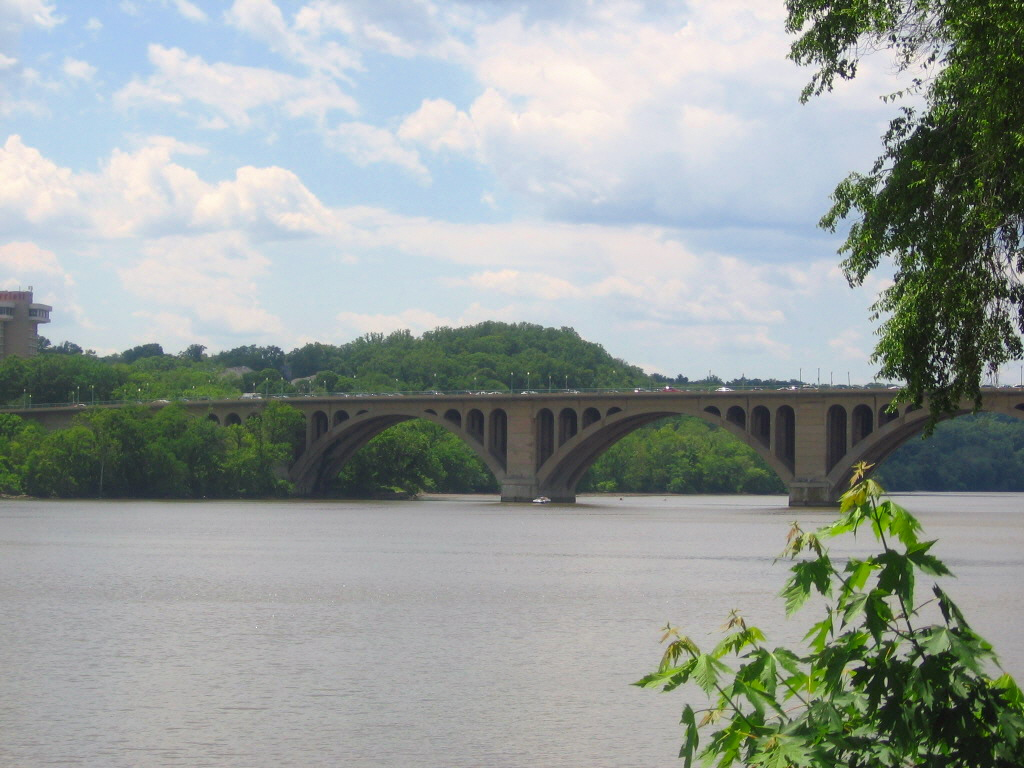
ポトマック川をまたぐフランシス・スコット・キー橋。ジョージタウンと対岸のバージニア州ロスリン（Rosslyn）を結ぶ。

港湾都市時代のジョージタウンは地理的条件により栄え、陸上交通を阻むポトマック川に初代ポトマック水道橋Potomac Aqueduct を渡してバージニア州と行き来ができた（橋は架け替えによりフランシス・スコット・キー橋（英語）に改称）。それ以前はジョン・メイソンが運行する艀（はしけ）で川向こうと往来している。ロッククリーク （英語） で橋の建造が始まり、1788年の完成によってブリッジ・ストリート（Mストリート（英語）末端部）と対岸のフェデラル・シティが結ばれる。

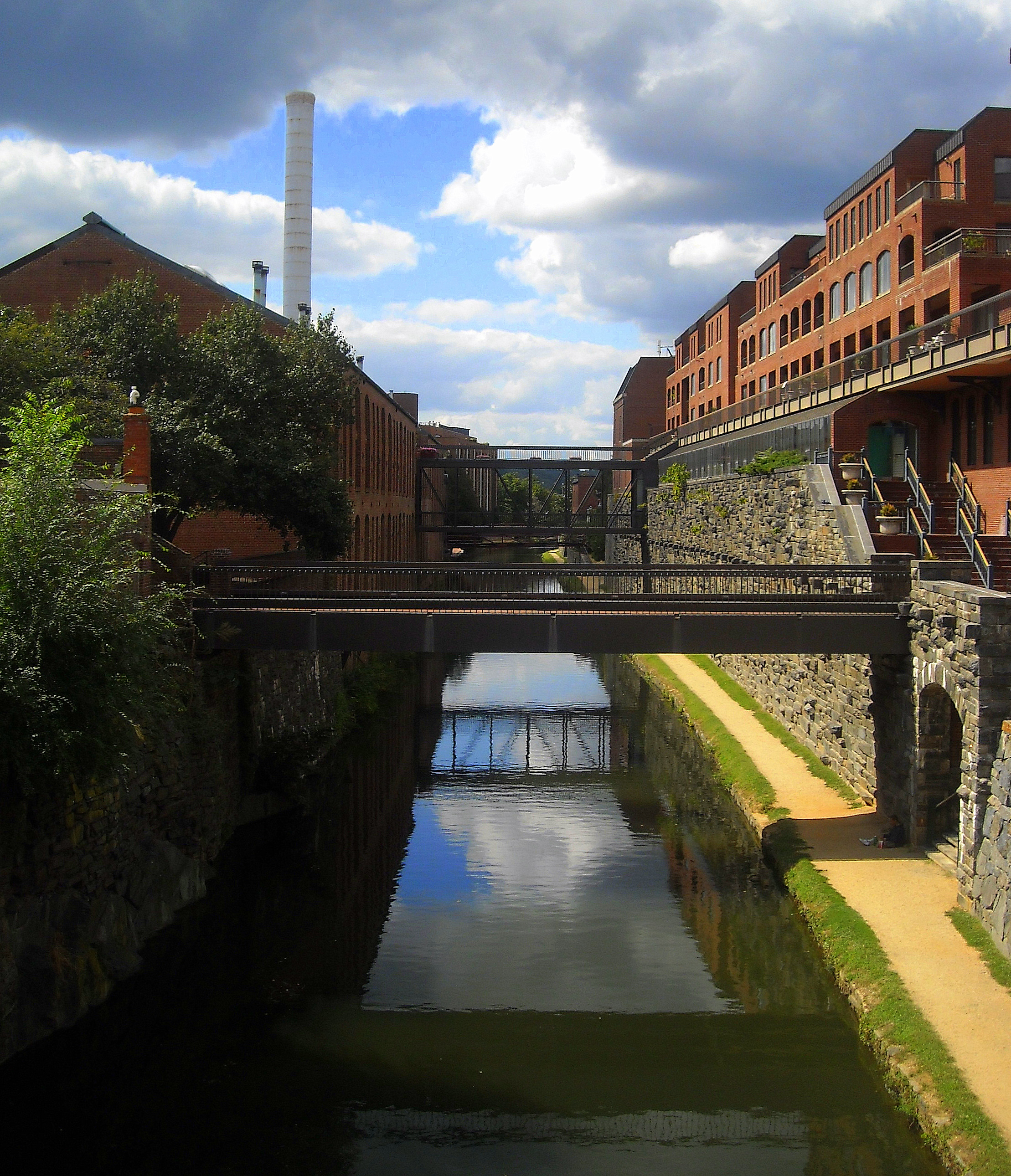
地域内を流れるチェサピーク・オハイオ運河。

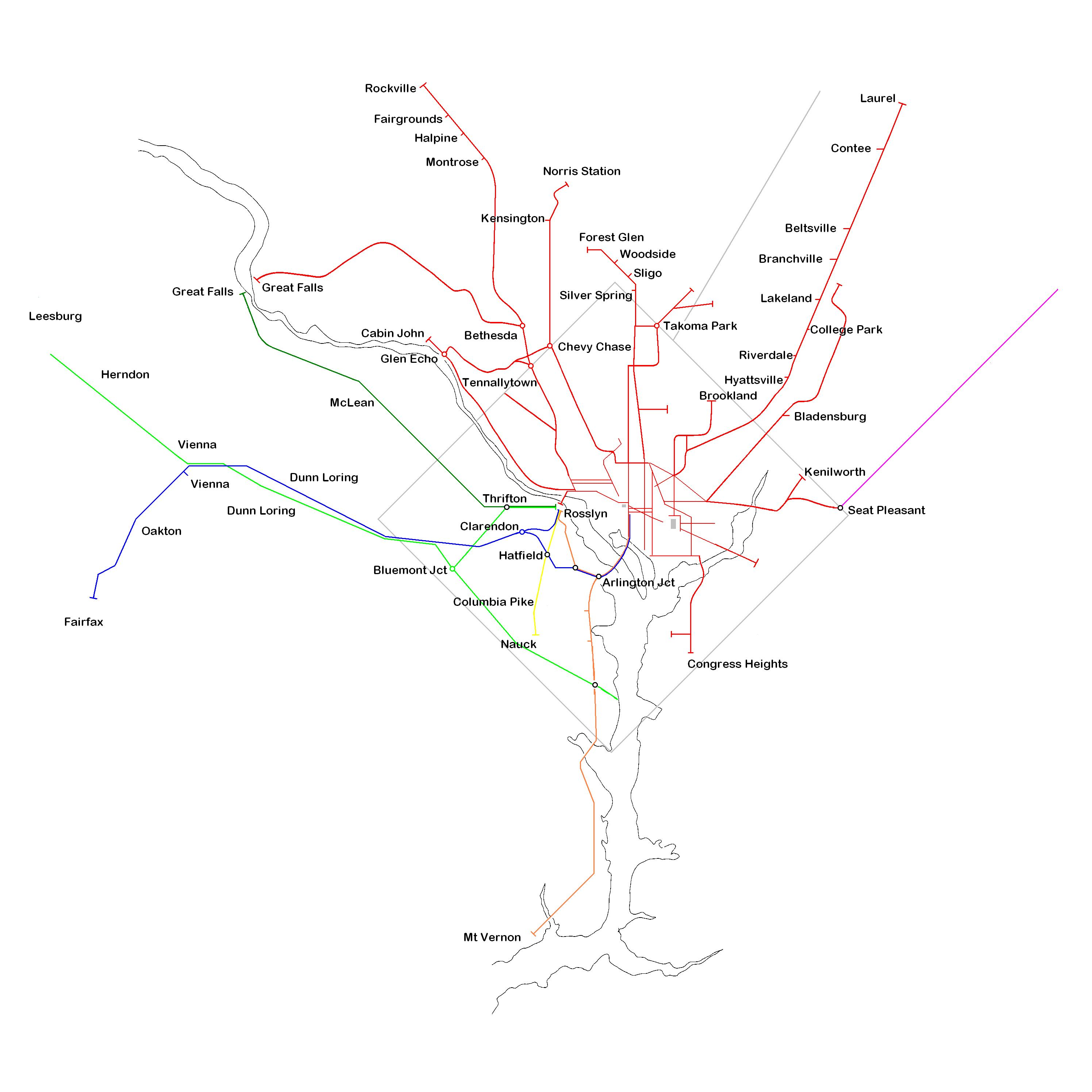
ワシントンD.C.近辺の路面電車の路線図（クリックで拡大）。
オレンジ＝ワシントン・アーリントン・マウントバーノン電気鉄道。
青＝ワシントン・アーリントン・フォールズチャーチ鉄道（WA&FC）。
黄色＝Nauck (Fort Myer) 線（同）。
黄緑色＝ブルーモント線（W&OD）。深緑色＝グレートフォールズ線（同）。

この街は、2大運河のアレクサンドリア運河（Alexandria Canal）とチェサピーク・オハイオ運河の合流点に臨んでおり、後者はCアンドOカナルと略称され1829年開通、終点のメリーランド州のカンバーランド（英語）まで延伸したのは1851年、操業は1924年まで続く。ウィスコンシン・アベニュー（英語）は本来、メリーランド州の遠隔地からタバコを詰めた樽（英語）を転がして運ぶ道であり、連邦政府の旧徴税所 Federal Customs House は31番街に建てられた（現・郵便局に転用）。市内最初の橋は砂岩で築かれた1831年の橋で、ウィスコンシン・アベニューの交通はこの橋でCアンドOカナルを渡っていた。一時は修復のため通行止めとなり、350万ドルを投じて2007年5月16日に再開する。チェサピーク・オハイオ運河会社が建造した5基のうち、現存する唯一の橋梁である。
路面電車と都市間鉄道は数系統が運行し、乗り換えはジョージタウン車庫（Georgetown Car Barn）近辺で行われた。車庫を運営した首都路面電車会社（英語）は当初、水道橋近くに操車場を設け、のちにキー橋近くへ移設する（ワシントンD.C.の路面電車も参照）。1912年から1923年にかけて鉄道駅もあり、ジョージタウン車庫から至近距離のカナル・ロードの切り通しに面して開設した時はグレートフォールズ＝オールド・ドミニオン鉄道（（英語）が、さらに後継のワシントン＝オールド・ドミニオン鉄道（英語）が運営した。位置は現在のエクソシスト階段の並びに当たる。
路面電車に話を戻すと、かつてバージニア州ロスリン（英語）でバージニア州の近郊鉄道5線に連絡したワシントンD.C.路面電車の運行は、1962年1月28日で終わったが（詳細はバージニア北部路面電車 （英語）を参照）、かつてアーリントン国立墓地からアレクサンドリア、マウントバーノン、フォールズチャーチ、フェアファックス、リーズバーグ (バージニア州)、グレートフォールズ他を結んだ。
ボルチモア・オハイオ鉄道（英語）は1910年、支線でメリーランド州シルバー・スプリングと
当地のウォーター・ストリート間全長11 kmを結び、未遂に終わった延伸計画では、さらに南下してバージニア州アレクサンドリアを終点とするはずだった。支線は産業界に貢献し、1985年まで連邦政府一般調達局所管（英語）の旧発電所（Kストリート）に石炭を供給する。その優先軌道は、のちに廃線転用遊歩道事業により、キャピタル・クレッセント遊歩道（英語）に整備され、発電所跡にはマンションが建つ。
ワシントンメトロにジョージタウン駅はない（2021年9月時点）。駅の設置に反対する住民は少数いたものの、そもそも駅開設の確実な計画が当初から立ち上がらず、基本的にポトマック川の河岸段丘と、川べりからほとんど離れていない都心部の高低差があまりに大きく、技術的な限界が立ちはだかったせいで、その急勾配の地下にトンネルを掘削することになる。路線計画担当者は通勤客のラッシュを収入源と想定しており、当地は集合住宅やオフィスビル、あるいは駐車場も少なかったせいもある。
地下鉄線の延伸や、この地域へ進入するトンネル迂回路をポトマック川の地下に増設する議論が行われてきたが、現在、ワシントンメトロはジョージタウンに駅を置かず、最寄りの地下鉄駅はフランシス・スコット・キー橋（英語）を渡った対岸のアーリントン郡（英語）のロズリン駅（英語）、こちら岸にフォギー・ボトム・GWU駅（英語）、デュポン・サークル駅（英語）の3つあるとは言うものの、いずれもジョージタウン中心部からおよそ1 キロ半ほど離れている。
地下鉄バス（英語）は30系とD系、G2系、また循環バス「DCサーキュレーター（英語）も運行している。加えてジョージタウン大学構内のリーヴィー・センター発着の同学シャトルバス（GUTS）は、大学関連の場所をめぐり、地下鉄デュポン・サークル駅及びロズリン駅に停車する。学生や職員など大学関係者は、身分証を見せると運賃無料で乗り降りできる。公共交通のほか、シェアスクーターの利用もでき、レンタル会社はバード（英語）やライムがある。

## 著名な住民
政界やメディア界、財界の先頭に立つ人々がこの地域に多く住んでいる。2006年時点の著名な住民には上院議員ジョン・ケリー（マサチューセッツ州選出）、前ワシントン・ポスト紙編集主幹ベンジャミン・C・ブラッドリー、マデレーン・オルブライトアメリカ合衆国国務長官（第64代）、ジョージ・ステファノプロス補佐官（クリントン政権）、マックス・ボーカス議員（モンタナ州）などが挙げられる。

## 大衆文化との関連

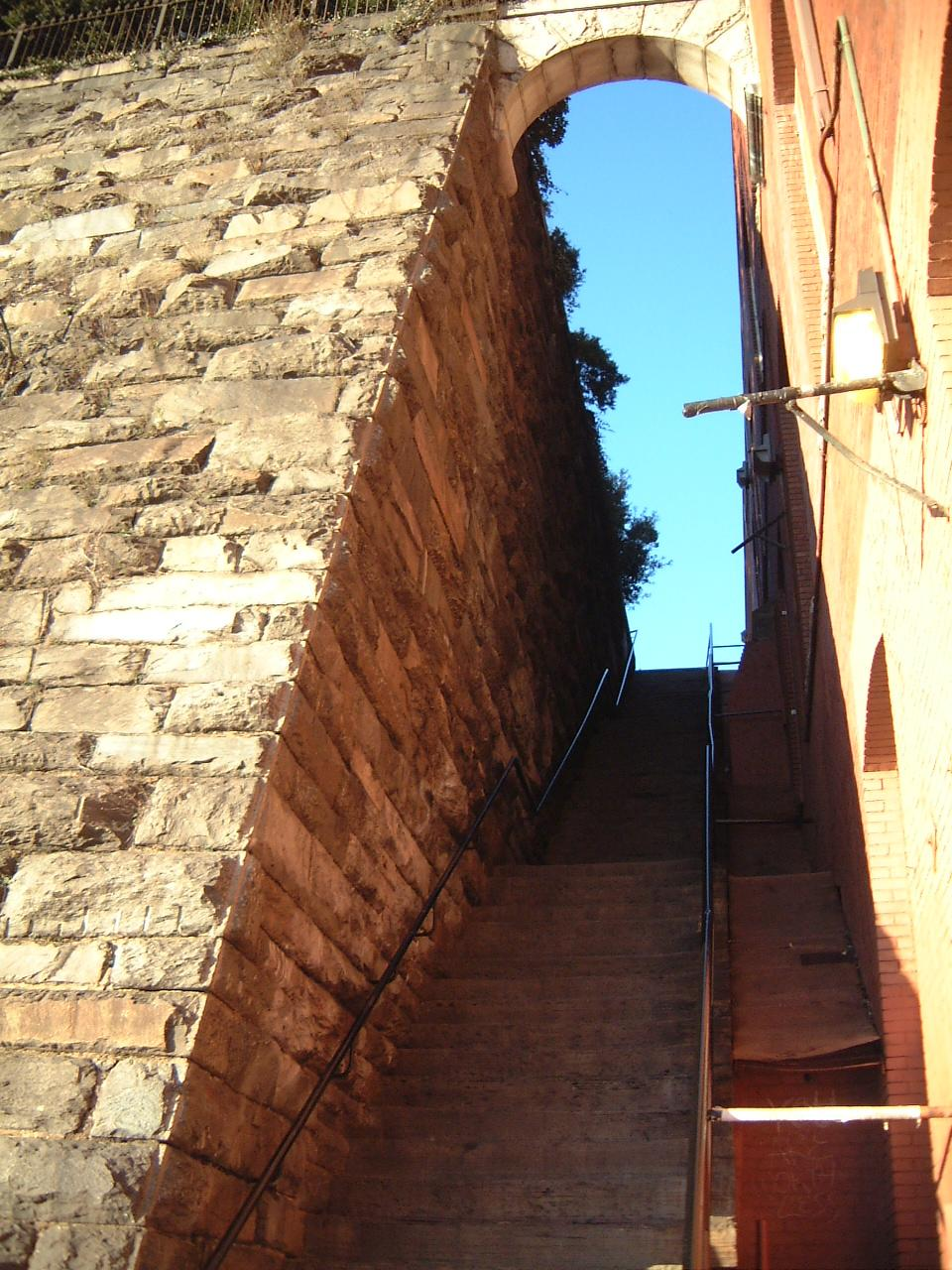
エクソシスト・ステップスはジョージタウン大学への近道でもある。

これまで多くの映画がジョージタウンで撮影されてきたが、中でも有名なのはホラー映画『エクソシスト』であろう（1973年製作）。ストーリーの最高潮で、主役を演じる俳優が全75段の急な階段に身を投げるシーンがあった。この階段はプロスペクト・ストリートと36番ストリート下のMストリートを繋義、「エクソシスト・ステップス」（エクソシスト階段）と命名されている。
他にジョージタウンを舞台にした映画作品に、ジョージタウン大学を描くブラット・パックの名作『セント・エルモズ・ファイア』（1984年製作）があるが、一部のシーンのロケにメリーランド大学カレッジパーク校が使われた。また上述のように、地下鉄「ジョージタウン駅」は実在しないが、『追いつめられて』（1987年製作）には同駅が登場する。